# Forêt de Voas

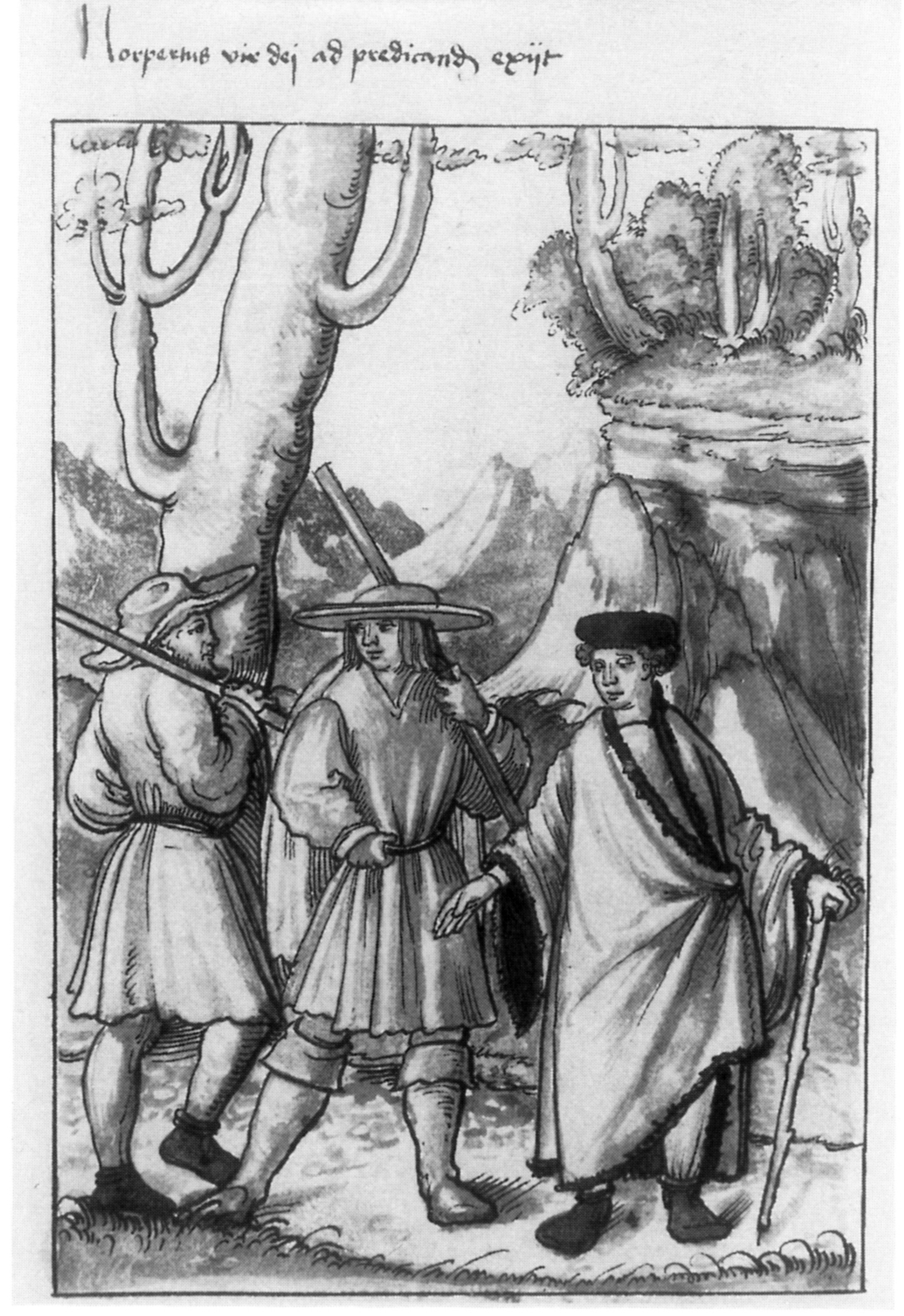
Défrichement par Norbert de Xanten et ses compagnons.

La forêt de Voas est un vaste domaine forestier dont les limites s'étendaient autrefois entre Chauny, La Fère, Laon, Corbeny et la vallée de l'Aisne de Pontavert à Soissons.
Les forêts de Saint-Gobain, de Coucy, de Pinon, d'Agasse (versant nord du Chemin des Dames entre Pargny-Filain et Cerny-en-Laonnois) et de Vauclair en faisaient partie.
C'est dans cette forêt que fut édifié le premier monastère de l'ordre des Prémontrés en 1120.